# Skazka o tsare Saltane
Skazka o tsare Saltane (rus: Сказка о царе Салтане, "el conte del tsar Saltan") és una pel·lícula de fantasia de 1966 basada en conte homònim de 1831 d'Aleksandr Puixkin, dirigida per Aleksandr Ptuixkó.

## Argument
Tres germanes estan assegudes a la finestra dient-se què farien si el tsar es casa amb elles. La primera organitzaria un banquet de noces per totes les persones, la segona vestiria a tothom elegantment. La tercera i la més jove, però, diu: "Jo no donaria diners i béns al tsar, sinó un fill amb força i coratge".
El tsar, que escolta aquesta conversa, pren per dona la dona més jove. Col·loca els altres dues com a cuinera i teixidora de la cort. Envejoses de la seva germana petita, les dues s'uneixen i arriben a la cort del tsar.
Temps després, el tsar ha d'anar a la guerra. La seva dona li diu en una carta que va donar a llum un fill. La resposta del tsar és interceptada per les germanes i la sogra i falsificada perquè la dona i el fill siguin tancats en un barril i llençats al mar.
Al cap d'una estona es troben a la platja d'una illa àrid. Allà el fill adult rescata la vida d'un cigne. Aquest cigne és una princesa encantada. Crea una bella ciutat per la mare i el fill, els habitants dels quals el converteixen en príncep Gwidon. El cigne també ajuda en Gwidon disfressat d'insecte a veure el seu pare.
Temps després, el tsar -contra el desig de les germanes- arriba a aquesta ciutat i reconeix la seva dona i el seu fill.

## Repartiment
- Vladimir Andreiev - Tsar Saltan
- Larisa Golubkina - Reina
- Oleg Vidov - Príncep Gvidon
- Ksenia Riabinkina - Princesa Cigne (veu de Nina Gulyaeva)
- Serguei Martinson - guardià de Saltan
- Olga Viklandt - sogra (acreditada com "O. Viklandt")
- Vera Ivleva - teixidora
- Nina Beliaeva - cuinera
- Victor Kolpakov - primer degà
- Iuri Txekulàiev - home dormint
- Valeri Nosik - servent
- Grigori Xpigel - governador
- Ievgueni Maihrovski - bufó
- Iàkov Belenki - 1r cap de vaixell
- Boris Bitiukov - 2n cap de vaixell / 1r boiar
- Serguei Golovanov - 3r cap de vaixell
- Aleksandr Degtyar - 4t cap de vaixell
- Artem Karapetian - 5è cap de vaixell
- Iuri Kireev - 6è cap del vaixell
- Grigori Mikhilov - 7è cap de vaixell
- Mikhaïl Orlov - 8è cap de vaixell
- Dmitri Orlovski - 9è cap de vaixell
- Guurgen Tonunts - 10è cap de vaixell
- Vladimir Ferapontov - 11è cap de vaixell